# Taro Explorer TR300T
Il Taro Explorer TR300T (noto anche come Taro T11 Explorer) è uno scooter prodotto dalla casa motociclistica cinese Taro Motor (gruppo Zhejiang Chuangtai Motorcycle Co., Ltd.) dal 2019.

## Storia
Il Taro Explorer TR300T venne presentato ad EICMA 2018 e posto in vendita nel marzo del 2019 in Cina. Disegnato da Alessandro Tartarini si tratta del primo maxiscooter con motore 300 realizzato dal costruttore cinese nonché il primo veicolo progettato per essere venduto globalmente. 
Lungo 2.227 mm, largo 768 mm e alto 1.291 mm, ha un passo di 1.617 mm e una sella alta 776 mm da terra.
Il peso a secco è di 176 kg.
Il motore è il monocilindrico 300 serie Jinlang 1P73MN prodotto da Zhejiang Jinlang Power Co. LTD. È un quattro tempi raffreddato liquido con quattro valvole dalla cubatura effettiva di 275.6 cc che eroga 26 CV (19 kW) a 8.000 giri/min e una coppia massima di 24 Nm a 7.000 giri/min.
Monta uno pneumatico anteriore che misura 120/80-R15 mentre al posteriore misura 140/60-R14. 
L’impianto frenante sfrutta un doppio disco anteriore da 260 mm e disco singolo al posteriore da 240 mm. La sospensione anteriore è a forcella telescopica con steli da 37 mm mentre al posteriore viene adottato un monobraccio con doppio ammortizzatore. La velocità massima è di 125 km/h.

## Altre versioni occidentali

### Wottan Storm-S

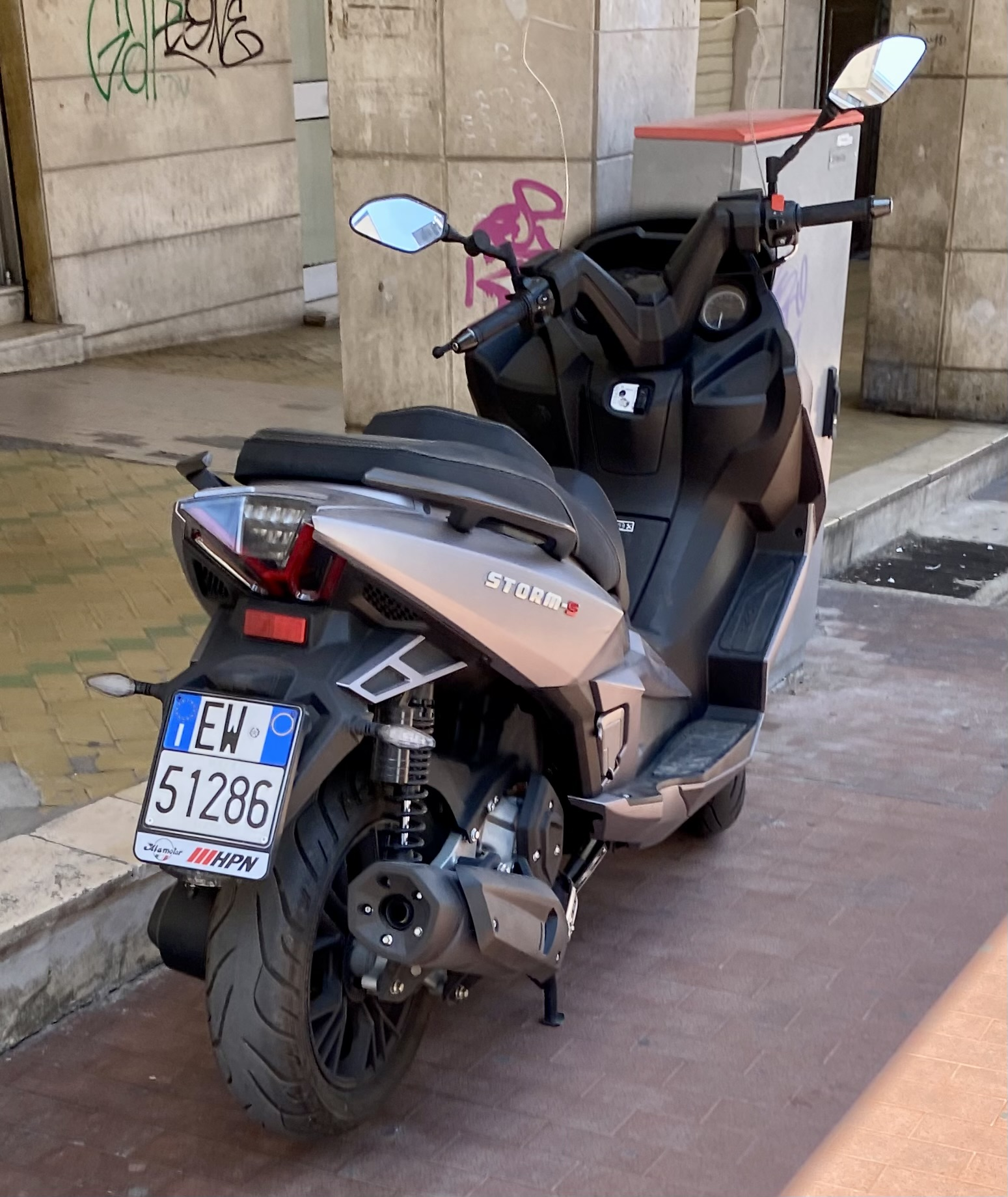
retro del Wottan Storm-S

In alcuni mecati europei, l’Explorer TR300T viene importato dalla spagnola Wottan Motor sin dal 2019 e venduto con la denominazione Wottan Storm-S 300 e S 300 Plus. Il motore eroga 19,5 kW ed è omologato Euro 5.

### Lexmoto Pegasus
In Inghilterra e Francia viene venduto come Lexmoto Pegasus 300 ed ha le stesse caratteristiche della versione spagnola.

### Thrust Explorer
Thrust è il marchio con cui i prodotti Taro sono commercializzati in Grecia. Lo scooter si chiama Explorer, come in Cina, ed ha caratteristiche identiche alla versione spagnola (https://thrust-motor.com/product/explorer-300/)

### Freedom Scooters Storm-S
Con questo marchio, e contenuti tecnici analoghi, lo scooter viene venduto anche negli negli Stati Uniti, precisamente in Florida ed Oklahoma.

### Nerva EXE
La spagnola Nerva produce in Cina dal 2022 una versione elettrica dell’Explorer ribattezzata Nerva EXE. Tale modello utilizza un motore elettrico da 9kW (12,2 CV) con potenza di picco di 12 kW (16,3 CV) e una coppia di 320 Nm (picco di 48 Nm a 1.720 giri/min) le batterie sono BYD LFP da 5,76 kWh e pesano 60 kg.
Tre le modalità di guida: Eco con velocità massima di 50 km/h e autonomia di 150 km, Normal con velocità massima di 80 km/h e autonomia di 115 km e la con 125 km/h per 75 km di autonomia oltre alla retromarcia.